# Canoa polo in Italia
In questa pagina vengono elencate le società di canoa polo in Italia che hanno partecipato ai campionati indetti dalla FICK. Sono indicati i titoli vinti dalla squadra maschile senior sia col nuovo che col vecchio regolamento.

## Campania
- Circolo Nautico Posillipo
- Canoa Club Napoli
- Canoa Kayak Club Maiori
- Circolo Canottieri Antonio Offredi A.S.D.

## Emilia-Romagna
- Canoa Club Bologna
- Canoa Club Ferrara
- Canoa Kayak Cervia
- Canottieri Mutina Modena

## Friuli Venezia Giulia
- Canoa San Giorgio
- CUS Udine
- C.M.M. Nazario Sauro

## Lazio
- C.K. Gravità Zero Academy (sede legale a Bari ma sede della sezione di canoa polo a Castel Gandolfo)
- UCK Bari (stessa situazione dell'Academy, a cui è subordinata)
- ASD SNAP
- S.S. Lazio Canoa Polo
- Master Line
- Mariner Canoa Club
- Gruppo Canoe Roma

## Liguria
- Pro Scogli Chiavari
- ARCI Lerici Borgata Marinara
- Società Sportiva Murcarolo
- Arenzano Canoa
- Canottieri Sabazia
- Sestri sul Mare
- Kayak club Arenzano
- Outdoor Portofino

## Lombardia
- Idroscalo Club
- CCPC Milano

## Marche
- LNI Ancona
- LNI San Benedetto del Tronto

## Piemonte
- Amici del Fiume Torino

## Puglia
- CUS Bari
- LNI Taranto

## Sardegna
- Società Canottieri Ichnusa
- Canoa Club Cagliari
- Team Kayak Sardegna
- 4 Mori Canoa Kayak

## Sicilia
- KST Siracusa
- CN Marina di San Nicola
- Canoa Polo Ortigia
- CATANIA: Katana Club Polo Ognina
- Polisportiva Nautica Katana
- SC Ognina
- Jomar Club
- Canoa Club Arenella
- GS Canoe Catania
- Polisportiva Canottieri Catania
- Polisportiva Aci Trezza

## Toscana
- Canoa San Miniato
- CC Firenze
- Canottieri Pisa
- Canoa Club Turisti per Svago a.s.d.

## Veneto
- Gruppo Canoe Polesine
- Canoe Rovigo

## Squadre titolate non più esistenti
- Canoa Club Palermo
- Canottieri Siracusa
- Canoa Polo Roma A.S.